# Glaciar de los Polacos

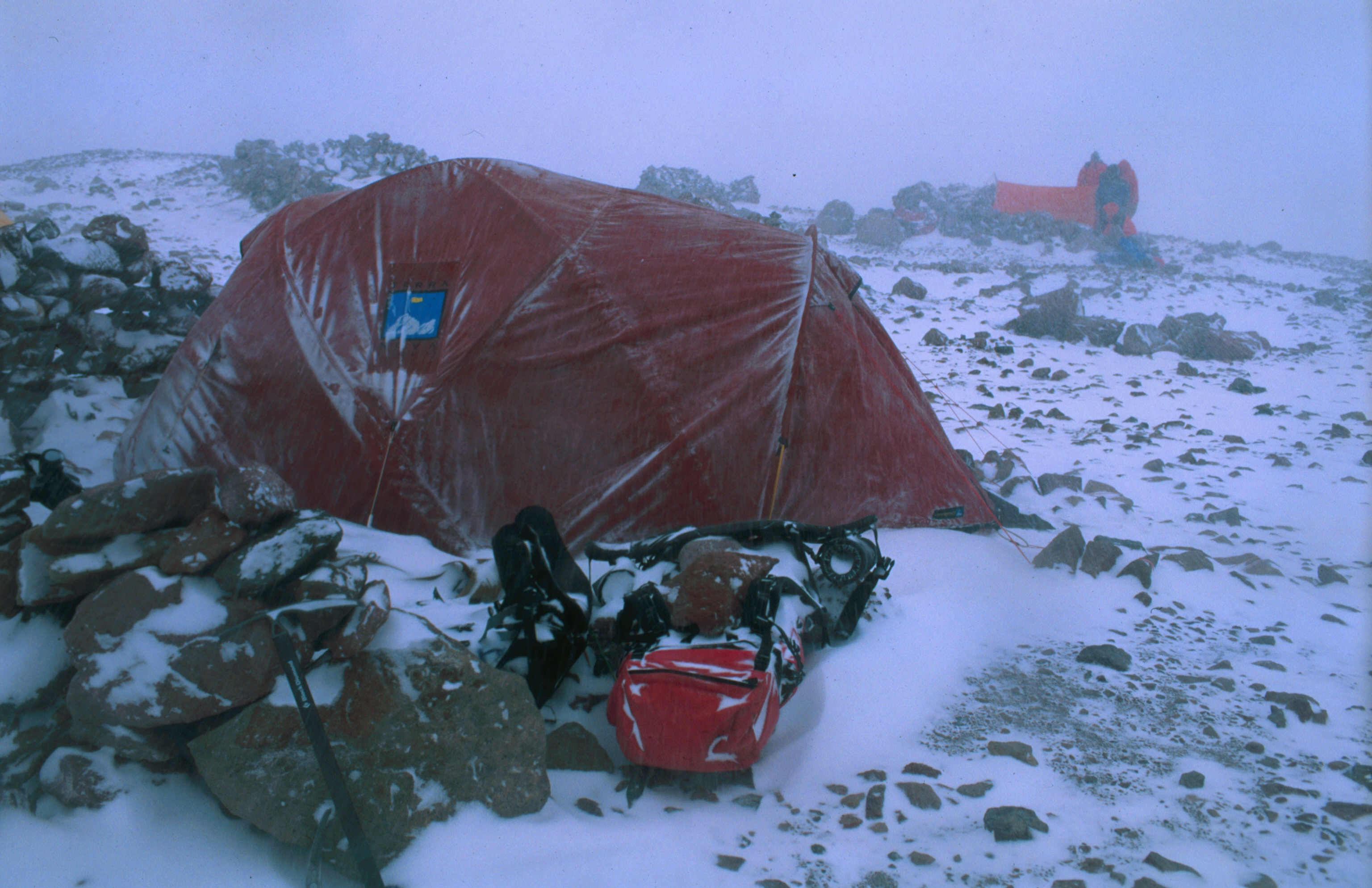
Campamento cerca del glaciar.

El glaciar de los Polacos es uno de los campos glaciares del monte Aconcagua, en los Andes argentinos. 
Fue nombrado en homenaje a la «Expedición Polaca» de 1934. Dirigido por Konstanty Narkiewicz-Jodko y con Ostrowski, Karpiński, y Osiecki, el grupo desarrolló una ruta alternativa de cordada hacia el pico, la llamada la ruta de los Polacos, atravesando el glaciar.
Se ubica aproximadamente a 6.200 m s. n. m. De noche, en pleno verano la temperatura media es de -20 °C; y al mediodía de 5 °C 
Por primera vez, en el invierno de 1980, se hizo cumbre por este glaciar, en la «Expedición Catalana Invernal Aconcagua 80».